# أرابيان سنتر
أرابيان سنتر، هو مركز تسوق في دبي أفتتح في 1 مارس 2009 وتديره الفطيم مولز. يقع المركز، المكون من طابقين بمساحة تتجاوز 80 ألف متر مربع، في طريق الخوانيج، المزهر، بالقرب من مردف في دبي، الإمارات العربية المتحدة. حصل مركز أرابيان سنتر في 25 نوفمبر 2013 على الجائزة الفضية في فئة جوائز مراكز التسوق في الشرق الأوسط وشمال أفريقيا في حفل توزيع جوائز لجنة الخدمة المدنية الدولية العالمية. ويتميز المركز بتصميمه المستوحى من العمارة العربية وهو يضم أكثر من 150 متجراً متنوعاً ومجموعة من المطاعم والبنوك والمراكز الطبية بالإضافة إلى الى السينما الرقمية التي تضم 8 شاشات عرض، كما يوفر مساحة كافية لركن أكثر من 1500 سيارة، ويمكن الوصول إليه عن طريق شارع الشيخ محمد بن زايد وشارع الإمارات.

## روابط خارجية
1. ↑  "Arabian Center in Dubai appoints Al-Futtaim Malls for Management Services". Construction Business News Middle East (بالإنجليزية الأمريكية). 8 Jun 2021. Archived from the original on 2021-07-11. Retrieved 2021-07-04.
2. 1 2  "نبذة عن المول - معلومات عن متاجرنا و خدماتنا | أرابيان سنتر". Arabian Center. مؤرشف من الأصل في 2024-06-12. اطلع عليه بتاريخ 2024-10-17.
3. ↑  "Arabian Center Mall UAE". dubaitravelator.com. مؤرشف من الأصل في 2021-04-12. اطلع عليه بتاريخ 2015-10-11.
4. ↑  "Arabian Center, Lamcy Plaza both strike ICSI Global Awards". dubaiprnetwork.com. مؤرشف من الأصل في 2022-03-30. اطلع عليه بتاريخ 2015-10-11.